# Queen (Band)/Diskografie
Diese Diskografie ist eine Übersicht über die musikalischen Werke der britischen Rockband Queen. Den Quellenangaben und Schallplattenauszeichnungen zufolge hat sie bisher mehr als 229,7 Millionen Tonträger verkauft, davon alleine in Deutschland über 16,9 Millionen und zählt somit zu den Interpreten mit den meisten verkauften Tonträgern in Deutschland. Ihre erfolgreichste Veröffentlichung ist die Kompilation Greatest Hits mit über 31 Millionen verkauften Einheiten, wovon allein in Deutschland über 1,75 Millionen Exemplare verkauft wurden und es somit eines der meistverkauften Musikalben in Deutschland seit 1975 ist. Der erfolgreichste Tonträger in Deutschland ist die zweite Kompilation Greatest Hits II mit über 2,25 Millionen verkauften Exemplaren. Zusammen mit Made in Heaven (1,5 Millionen verkaufte Einheiten) erreichten insgesamt drei Tonträger den Status eines Millionensellers in Deutschland.

## Alben

### Studioalben
| Jahr | Titel Musiklabel                     | Höchstplatzierung, Gesamtwochen/‑monate, AuszeichnungChartplatzierungen (Jahr, Titel, Musiklabel, Platzierungen, Wochen/Monate, Auszeichnungen, Anmerkungen) | Höchstplatzierung, Gesamtwochen/‑monate, AuszeichnungChartplatzierungen (Jahr, Titel, Musiklabel, Platzierungen, Wochen/Monate, Auszeichnungen, Anmerkungen) | Höchstplatzierung, Gesamtwochen/‑monate, AuszeichnungChartplatzierungen (Jahr, Titel, Musiklabel, Platzierungen, Wochen/Monate, Auszeichnungen, Anmerkungen) | Höchstplatzierung, Gesamtwochen/‑monate, AuszeichnungChartplatzierungen (Jahr, Titel, Musiklabel, Platzierungen, Wochen/Monate, Auszeichnungen, Anmerkungen) | Höchstplatzierung, Gesamtwochen/‑monate, AuszeichnungChartplatzierungen (Jahr, Titel, Musiklabel, Platzierungen, Wochen/Monate, Auszeichnungen, Anmerkungen) | Anmerkungen                                                   |
| Jahr | Titel Musiklabel                     | DE | AT | CH | UK | US | Anmerkungen                                                   |
| ---- | ------------------------------------ | --- | --- | --- | --- | --- | ------------------------------------------------------------- |
| 1973 | Queen EMI Music (EMI)                | DE6 (3 Wo.)DE | AT14 (1 Wo.)AT | CH13 (1 Wo.)CH | UK10 Gold · (20 Wo.)UK | US83 Gold · (22 Wo.)US | Erstveröffentlichung: 13. Juli 1973 Verkäufe: + 620.000       |
| 1974 | Queen II EMI Music (EMI)             | — | — | — | UK5 Gold · (30 Wo.)UK | US49 (13 Wo.)US | Erstveröffentlichung: 8. März 1974 Verkäufe: + 1.040.000      |
| 1974 | Sheer Heart Attack EMI Music (EMI)   | — | — | — | UK2 Platin · (47 Wo.)UK | US12 Gold · (32 Wo.)US | Erstveröffentlichung: 1. November 1974 Verkäufe: + 1.600.000  |
| 1975 | A Night at the Opera EMI Music (EMI) | DE5 Platin · (6 Mt.)DE | AT9 Gold · (7 Wo.)AT | CH69 (8 Wo.)CH | UK1 Platin · (72 Wo.)UK | US4 ×3Dreifachplatin · (57 Wo.)US | Erstveröffentlichung: 21. November 1975 Verkäufe: + 4.890.000 |
| 1976 | A Day at the Races EMI Music (EMI)   | DE10 Gold · (4 Mt.)DE | AT8 (3 Mt.)AT | — | UK1 Gold · (24 Wo.)UK | US5 Platin · (19 Wo.)US | Erstveröffentlichung: 10. Dezember 1976 Verkäufe: + 1.615.000 |
| 1977 | News of the World EMI Music (EMI)    | DE7 Platin · (25 Wo.)DE | AT9 (7 Mt.)AT | CH— PlatinCH | UK4 Gold · (21 Wo.)UK | US3 ×4Vierfachplatin · (37 Wo.)US | Erstveröffentlichung: 28. Oktober 1977 Verkäufe: + 5.220.000  |
| 1978 | Jazz EMI Music (EMI)                 | DE5 Gold · (39 Wo.)DE | AT8 Gold · (7 Mt.)AT | CH— PlatinCH | UK2 Gold · (29 Wo.)UK | US6 Platin · (18 Wo.)US | Erstveröffentlichung: 10. November 1978 Verkäufe: + 1.770.000 |
| 1980 | The Game EMI Music (EMI)             | DE2 Gold · (36 Wo.)DE | AT5 Gold · (7½ Mt.)AT | — | UK1 Gold · (18 Wo.)UK | US1 ×4Vierfachplatin · (43 Wo.)US | Erstveröffentlichung: 30. Juni 1980 Verkäufe: + 4.745.000     |
| 1982 | Hot Space EMI Music (EMI)            | DE5 (21 Wo.)DE | AT1 Gold · (3 Mt.)AT | — | UK4 Gold · (19 Wo.)UK | US22 Gold · (21 Wo.)US | Erstveröffentlichung: 5. April 1982 Verkäufe: + 665.000       |
| 1984 | The Works EMI Music (EMI)            | DE3 Platin · (43 Wo.)DE | AT2 Platin · (10 Mt.)AT | CH3 Platin · (32 Wo.)CH | UK2 Platin · (93 Wo.)UK | US23 Gold · (20 Wo.)US | Erstveröffentlichung: 27. Februar 1984 Verkäufe: + 1.665.000  |
| 1986 | A Kind of Magic EMI Music (EMI)      | DE4 ×3Dreifachgold · (63 Wo.)DE | AT3 Platin · (5 Mt.)AT | CH4 ×2Doppelplatin · (19 Wo.)CH | UK1 ×2Doppelplatin · (63 Wo.)UK | US46 Gold · (13 Wo.)US | Erstveröffentlichung: 2. Juni 1986 Verkäufe: + 2.325.000      |
| 1989 | The Miracle Parlophone (EMI)         | DE1 Platin · (50 Wo.)DE | AT1 Gold · (6 Mt.)AT | CH1 Platin · (27 Wo.)CH | UK1 Platin · (32 Wo.)UK | US24 (14 Wo.)US | Erstveröffentlichung: 22. Mai 1989 Verkäufe: + 1.248.130      |
| 1991 | Innuendo Parlophone (EMI)            | DE1 Platin · (48 Wo.)DE | AT2 Platin · (20 Wo.)AT | CH1 ×2Doppelplatin · (36 Wo.)CH | UK1 Platin · (37 Wo.)UK | US30 Gold · (17 Wo.)US | Erstveröffentlichung: 4. Februar 1991 Verkäufe: + 2.745.000   |
| 1995 | Made in Heaven Parlophone (EMI)      | DE1 ×3Dreifachplatin · (67 Wo.)DE | AT1 ×2Doppelplatin · (21 Wo.)AT | CH1 ×3Dreifachplatin · (34 Wo.)CH | UK1 ×4Vierfachplatin · (39 Wo.)UK | US58 Gold · (11 Wo.)US | Erstveröffentlichung: 6. November 1995 Verkäufe: + 20.000.000 |

grau schraffiert: keine Chartdaten aus diesem Jahr verfügbar

### Gemeinschaftsalben
| Jahr | Titel Musiklabel                  | Höchstplatzierung, Gesamtwochen, AuszeichnungChartplatzierungen (Jahr, Titel, Musiklabel, Platzierungen, Wochen, Auszeichnungen, Anmerkungen) | Höchstplatzierung, Gesamtwochen, AuszeichnungChartplatzierungen (Jahr, Titel, Musiklabel, Platzierungen, Wochen, Auszeichnungen, Anmerkungen) | Höchstplatzierung, Gesamtwochen, AuszeichnungChartplatzierungen (Jahr, Titel, Musiklabel, Platzierungen, Wochen, Auszeichnungen, Anmerkungen) | Höchstplatzierung, Gesamtwochen, AuszeichnungChartplatzierungen (Jahr, Titel, Musiklabel, Platzierungen, Wochen, Auszeichnungen, Anmerkungen) | Höchstplatzierung, Gesamtwochen, AuszeichnungChartplatzierungen (Jahr, Titel, Musiklabel, Platzierungen, Wochen, Auszeichnungen, Anmerkungen) | Anmerkungen                                                                   |
| Jahr | Titel Musiklabel                  | DE | AT | CH | UK | US | Anmerkungen                                                                   |
| ---- | --------------------------------- | --- | --- | --- | --- | --- | ----------------------------------------------------------------------------- |
| 2008 | The Cosmos Rocks Parlophone (EMI) | DE4 (7 Wo.)DE | AT11 (8 Wo.)AT | CH5 (7 Wo.)CH | UK5 Silber · (6 Wo.)UK | US47 (2 Wo.)US | Erstveröffentlichung: 12. September 2008 Verkäufe: + 70.000; mit Paul Rodgers |

### Livealben
| Jahr | Titel Musiklabel                                                                                                   | Höchstplatzierung, Gesamtwochen/‑monate, AuszeichnungChartplatzierungen (Jahr, Titel, Musiklabel, Platzierungen, Wochen/Monate, Auszeichnungen, Anmerkungen) | Höchstplatzierung, Gesamtwochen/‑monate, AuszeichnungChartplatzierungen (Jahr, Titel, Musiklabel, Platzierungen, Wochen/Monate, Auszeichnungen, Anmerkungen) | Höchstplatzierung, Gesamtwochen/‑monate, AuszeichnungChartplatzierungen (Jahr, Titel, Musiklabel, Platzierungen, Wochen/Monate, Auszeichnungen, Anmerkungen) | Höchstplatzierung, Gesamtwochen/‑monate, AuszeichnungChartplatzierungen (Jahr, Titel, Musiklabel, Platzierungen, Wochen/Monate, Auszeichnungen, Anmerkungen) | Höchstplatzierung, Gesamtwochen/‑monate, AuszeichnungChartplatzierungen (Jahr, Titel, Musiklabel, Platzierungen, Wochen/Monate, Auszeichnungen, Anmerkungen) | Anmerkungen                                                                    |
| Jahr | Titel Musiklabel                                                                                                   | DE | AT | CH | UK | US | Anmerkungen                                                                    |
| ---- | --- | --- | --- | --- | --- | --- | ------------------------------------------------------------------------------ |
| 1979 | Live Killers auch bekannt als: Live Killers, Vol. 1/Vol. 2 EMI Music (EMI)                                         | DE4 Gold · (41 Wo.)DE | AT3 Gold · (3 Mt.)AT | CH34 Gold · (2 Wo.)CH | UK3 Gold · (29 Wo.)UK | US16 ×2Doppelplatin · (14 Wo.)US | Erstveröffentlichung: 22. Juni 1979 Verkäufe: + 2.700.000                      |
| 1986 | Live Magic EMI Music (EMI)                                                                                         | DE15 Gold · (17 Wo.)DE | AT13 Gold · (1½ Mt.)AT | CH26 Platin · (1 Wo.)CH | UK3 Platin · (43 Wo.)UK | — | Erstveröffentlichung: 1. Dezember 1986 Verkäufe: + 790.000                     |
| 1989 | At the Beeb Band of Joy (BBC)                                                                                      | — | — | — | UK67 (1 Wo.)UK | — | Erstveröffentlichung: 4. Dezember 1989                                         |
| 1992 | Live at Wembley ’86 Parlophone (EMI)                                                                               | DE20 Gold · (40 Wo.)DE | AT6 Gold · (16 Wo.)AT | CH6 Gold · (13 Wo.)CH | UK2 Platin · (47 Wo.)UK | US53 Platin · (15 Wo.)US | Erstveröffentlichung: 26. Mai 1992 Verkäufe: + 2.345.000                       |
| 2004 | Queen on Fire – Live at the Bowl auch bekannt als: Queen on Fire – Live at the Bowl Vol. 1/Vol. 2 Parlophone (EMI) | DE10 Platin · (27 Wo.)DE | AT23 Gold · (14 Wo.)AT | CH52 Gold · (5 Wo.)CH | UK20 Gold · (8 Wo.)UK | — | Erstveröffentlichung: 22. Oktober 2004 Verkäufe: + 435.000                     |
| 2005 | Return of the Champions auch bekannt als: Return of the Champions, Vol. 1/Vol. 2 Parlophone (EMI)                  | DE13 (15 Wo.)DE | AT19 (4 Wo.)AT | CH42 (4 Wo.)CH | UK12 Silber · (7 Wo.)UK | US84 (1 Wo.)US | Erstveröffentlichung: 18. September 2005 Verkäufe: + 100.000; mit Paul Rodgers |
| 2007 | Queen Rock Montreal Parlophone (EMI)                                                                               | DE6 (20 Wo.)DE | AT25 (13 Wo.)AT | CH13 (… Wo.)CH | UK20 (4 Wo.)UK | — | Erstveröffentlichung: 26. Oktober 2007                                         |
| 2009 | Live in Ukraine Parlophone (EMI)                                                                                   | DE43 (3 Wo.)DE | AT65 (1 Wo.)AT | — | — | — | Erstveröffentlichung: 12. Juni 2009 mit Paul Rodgers                           |
| 2012 | Hungarian Rhapsody: Queen Live in Budapest Island Records (UMG)                                                    | DE23 (10 Wo.)DE | — | — | — | — | Erstveröffentlichung: 2. November 2012 Verkäufe: + 3.000                       |
| 2014 | Live at the Rainbow ’74 Virgin EMI (UMG)                                                                           | DE9 (6 Wo.)DE | AT12 (3 Wo.)AT | CH19 (4 Wo.)CH | UK11 (4 Wo.)UK | US66 (2 Wo.)US | Erstveröffentlichung: 5. September 2014                                        |
| 2015 | A Night at the Odeon – Hammersmith 1975 Virgin EMI (UMG)                                                           | DE34 (1 Wo.)DE | AT57 (1 Wo.)AT | CH31 (1 Wo.)CH | UK40 (2 Wo.)UK | — | Erstveröffentlichung: 20. November 2015                                        |
| 2020 | Queen & Adam Lambert: Live Around the World EMI Music (UMG)                                                        | DE5 (7 Wo.)DE | AT6 (3 Wo.)AT | CH5 (8 Wo.)CH | UK1 Silber · (12 Wo.)UK | US56 (1 Wo.)US | Erstveröffentlichung: 2. Oktober 2020 Verkäufe: + 60.000; mit Adam Lambert     |

grau schraffiert: keine Chartdaten aus diesem Jahr verfügbar

### Kompilationen
| Jahr | Titel Musiklabel                                     | Höchstplatzierung, Gesamtwochen, AuszeichnungChartplatzierungen (Jahr, Titel, Musiklabel, Platzierungen, Wochen, Auszeichnungen, Anmerkungen) | Höchstplatzierung, Gesamtwochen, AuszeichnungChartplatzierungen (Jahr, Titel, Musiklabel, Platzierungen, Wochen, Auszeichnungen, Anmerkungen) | Höchstplatzierung, Gesamtwochen, AuszeichnungChartplatzierungen (Jahr, Titel, Musiklabel, Platzierungen, Wochen, Auszeichnungen, Anmerkungen) | Höchstplatzierung, Gesamtwochen, AuszeichnungChartplatzierungen (Jahr, Titel, Musiklabel, Platzierungen, Wochen, Auszeichnungen, Anmerkungen) | Höchstplatzierung, Gesamtwochen, AuszeichnungChartplatzierungen (Jahr, Titel, Musiklabel, Platzierungen, Wochen, Auszeichnungen, Anmerkungen) | Anmerkungen                                                                              |
| Jahr | Titel Musiklabel                                     | DE | AT | CH | UK | US | Anmerkungen                                                                              |
| ---- | ---------------------------------------------------- | --- | --- | --- | --- | --- | ---------------------------------------------------------------------------------------- |
| 1981 | Greatest Hits EMI Music (EMI)                        | DE1 ×7Siebenfachgold · (219 Wo.)DE | AT1 ×4Vierfachplatin · (113 Wo.)AT | CH5 ×5Fünffachplatin · (185 Wo.)CH | UK1 ×2525-fach-Platin · (… Wo.)UK | US8 ×9×5Neunfachplatin (1981) + Fünffachplatin (1992) · (… Wo.)US                                                                             | Erstveröffentlichung: 2. November 1981 Verkäufe: + 31.000.000                            |
| 1991 | Greatest Hits II Parlophone (EMI)                    | DE2 ×9Neunfachgold · (141 Wo.)DE | AT1 ×4Vierfachplatin · (70 Wo.)AT | CH1 ×5Fünffachplatin · (73 Wo.)CH | UK1 ×1313-fach-Platin · (164 Wo.)UK | US11 (381 Wo.)US | Erstveröffentlichung: 28. Oktober 1991 Verkäufe: + 16.000.000                            |
| 1992 | Classic Queen Hollywood Records (Elektra)            | — | — | — | — | US4 ×3Dreifachplatin · (68 Wo.)US | Erstveröffentlichung: 10. März 1992 Verkäufe: + 3.500.000                                |
| 1992 | The 12" Collection Parlophone (EMI)                  | — | — | — | — | — | Erstveröffentlichung: 1992                                                               |
| 1997 | Queen Rocks Parlophone (EMI)                         | DE12 (10 Wo.)DE | AT16 (13 Wo.)AT | CH16 (9 Wo.)CH | UK7 Platin · (12 Wo.)UK | — | Erstveröffentlichung: 3. November 1997 Verkäufe: + 585.000                               |
| 1997 | The Best I Parlophone (EMI)                          | — | — | — | — | — | Erstveröffentlichung: 1997 Verkäufe: + 200.000; nur in Frankreich veröffentlicht         |
| 1997 | The Best II Parlophone (EMI)                         | — | — | — | — | — | Erstveröffentlichung: 1997 Verkäufe: + 100.000; nur in Frankreich veröffentlicht         |
| 1999 | Greatest Hits III Parlophone (EMI)                   | DE5 Gold · (14 Wo.)DE | AT2 Gold · (17 Wo.)AT | CH4 Gold · (14 Wo.)CH | UK5 ×2Doppelplatin · (23 Wo.)UK | — | Erstveröffentlichung: 5. November 1999 Verkäufe: + 1.212.500                             |
| 2000 | In Vision Parlophone (EMI)                           | — | — | — | — | — | Erstveröffentlichung: 2000 Verkäufe: + 100.000; nur in Japan veröffentlicht              |
| 2004 | Jewels Parlophone (EMI)                              | — | — | — | — | — | Erstveröffentlichung: 28. Januar 2004 Verkäufe: + 1.000.000; nur in Japan veröffentlicht |
| 2005 | Jewels 2 Parlophone (EMI)                            | — | — | — | — | — | Erstveröffentlichung: 26. Januar 2005 Verkäufe: + 1.000.000; nur in Japan veröffentlicht |
| 2006 | Stone Cold Classics Hollywood Records (EMI)          | — | — | — | — | US45 (11 Wo.)US | Erstveröffentlichung: 11. April 2006                                                     |
| 2007 | The A–Z of Queen, Volume 1 Hollywood Records (EMI)   | — | — | — | — | — | Erstveröffentlichung: 11. Juli 2007                                                      |
| 2007 | Collection Som Livre (EMI)                           | — | — | — | — | — | Erstveröffentlichung: 2007 Verkäufe: + 60.000; nur in Brasilien veröffentlicht           |
| 2009 | Absolute Greatest Parlophone (EMI)                   | DE23 (30 Wo.)DE | AT10 (20 Wo.)AT | CH15 (27 Wo.)CH | UK3 ×2Doppelplatin · (39 Wo.)UK | US195 (1 Wo.)US | Erstveröffentlichung: 13. November 2009 Verkäufe: + 1.050.000                            |
| 2011 | Deep Cuts, Volume 1 (1973–1976) Island Records (UMG) | — | — | — | UK92 (1 Wo.)UK | — | Erstveröffentlichung: 11. März 2011                                                      |
| 2011 | Deep Cuts, Volume 2 (1977–1982) Island Records (UMG) | — | — | — | — | — | Erstveröffentlichung: 27. Juni 2011                                                      |
| 2011 | Deep Cuts, Volume 3 (1984–1995) Island Records (UMG) | — | — | — | — | — | Erstveröffentlichung: 5. September 2011                                                  |
| 2013 | Icon Hollywood Records (UMG)                         | — | — | — | — | — | Erstveröffentlichung: 11. Juni 2013 Verkäufe: + 80.000                                   |
| 2014 | Forever Virgin EMI (UMG)                             | DE7 Gold · (10 Wo.)DE | AT8 (15 Wo.)AT | CH4 (11 Wo.)CH | UK5 Gold · (18 Wo.)UK | US38 (1 Wo.)US | Erstveröffentlichung: 7. November 2014 Verkäufe: + 275.000                               |

grau schraffiert: keine Chartdaten aus diesem Jahr verfügbar

### Soundtracks
| Jahr | Titel Musiklabel                   | Höchstplatzierung, Gesamtwochen/‑monate, AuszeichnungChartplatzierungen (Jahr, Titel, Musiklabel, Platzierungen, Wochen/Monate, Auszeichnungen, Anmerkungen) | Höchstplatzierung, Gesamtwochen/‑monate, AuszeichnungChartplatzierungen (Jahr, Titel, Musiklabel, Platzierungen, Wochen/Monate, Auszeichnungen, Anmerkungen) | Höchstplatzierung, Gesamtwochen/‑monate, AuszeichnungChartplatzierungen (Jahr, Titel, Musiklabel, Platzierungen, Wochen/Monate, Auszeichnungen, Anmerkungen) | Höchstplatzierung, Gesamtwochen/‑monate, AuszeichnungChartplatzierungen (Jahr, Titel, Musiklabel, Platzierungen, Wochen/Monate, Auszeichnungen, Anmerkungen) | Höchstplatzierung, Gesamtwochen/‑monate, AuszeichnungChartplatzierungen (Jahr, Titel, Musiklabel, Platzierungen, Wochen/Monate, Auszeichnungen, Anmerkungen) | Anmerkungen                                                  |
| Jahr | Titel Musiklabel                   | DE | AT | CH | UK | US | Anmerkungen                                                  |
| ---- | ---------------------------------- | --- | --- | --- | --- | --- | ------------------------------------------------------------ |
| 1980 | Flash Gordon EMI Music (EMI)       | DE2 (35 Wo.)DE | AT1 (5 Mt.)AT | — | UK10 Gold · (15 Wo.)UK | US23 (15 Wo.)US | Erstveröffentlichung: 8. Dezember 1980 Verkäufe: + 120.000   |
| 2018 | Bohemian Rhapsody Virgin EMI (UMG) | DE8 (52 Wo.)DE | AT7 (47 Wo.)AT | CH2 (80 Wo.)CH | UK3 Platin · (59 Wo.)UK | US2 Gold · (63 Wo.)US | Erstveröffentlichung: 19. Oktober 2018 Verkäufe: + 1.906.000 |

grau schraffiert: keine Chartdaten aus diesem Jahr verfügbar

### EPs
| Jahr | Titel Musiklabel                   | Höchstplatzierung, Gesamtwochen, AuszeichnungChartplatzierungen (Jahr, Titel, Musiklabel, Platzierungen, Wochen, Auszeichnungen, Anmerkungen) | Höchstplatzierung, Gesamtwochen, AuszeichnungChartplatzierungen (Jahr, Titel, Musiklabel, Platzierungen, Wochen, Auszeichnungen, Anmerkungen) | Höchstplatzierung, Gesamtwochen, AuszeichnungChartplatzierungen (Jahr, Titel, Musiklabel, Platzierungen, Wochen, Auszeichnungen, Anmerkungen) | Höchstplatzierung, Gesamtwochen, AuszeichnungChartplatzierungen (Jahr, Titel, Musiklabel, Platzierungen, Wochen, Auszeichnungen, Anmerkungen) | Höchstplatzierung, Gesamtwochen, AuszeichnungChartplatzierungen (Jahr, Titel, Musiklabel, Platzierungen, Wochen, Auszeichnungen, Anmerkungen) | Anmerkungen                                                                                    |
| Jahr | Titel Musiklabel                   | DE | AT | CH | UK | US | Anmerkungen                                                                                    |
| ---- | ---------------------------------- | --- | --- | --- | --- | --- | ---------------------------------------------------------------------------------------------- |
| 1977 | Queen’s First E.P. EMI Music (EMI) | — | — | — | UK17 (10 Wo.)UK | — | Erstveröffentlichung: 20. Mai 1977                                                             |
| 1993 | Five Live Parlophone (EMI)         | DE8 Gold · (30 Wo.)DE | AT2 Gold · (22 Wo.)AT | CH6 Gold · (18 Wo.)CH | UK1 a Gold · (12 Wo.)UK | — | Erstveröffentlichung: 19. April 1993 Verkäufe: + 750.000; mit George Michael & Lisa Stansfield |

grau schraffiert: keine Chartdaten aus diesem Jahr verfügbar

## Singles

### Als Leadmusiker
| Jahr | Titel Album                                                                 | Höchstplatzierung, Gesamtwochen/‑monate, AuszeichnungChartplatzierungen (Jahr, Titel, Album, Platzierungen, Wochen/Monate, Auszeichnungen, Anmerkungen) | Höchstplatzierung, Gesamtwochen/‑monate, AuszeichnungChartplatzierungen (Jahr, Titel, Album, Platzierungen, Wochen/Monate, Auszeichnungen, Anmerkungen) | Höchstplatzierung, Gesamtwochen/‑monate, AuszeichnungChartplatzierungen (Jahr, Titel, Album, Platzierungen, Wochen/Monate, Auszeichnungen, Anmerkungen) | Höchstplatzierung, Gesamtwochen/‑monate, AuszeichnungChartplatzierungen (Jahr, Titel, Album, Platzierungen, Wochen/Monate, Auszeichnungen, Anmerkungen) | Höchstplatzierung, Gesamtwochen/‑monate, AuszeichnungChartplatzierungen (Jahr, Titel, Album, Platzierungen, Wochen/Monate, Auszeichnungen, Anmerkungen) | Anmerkungen                                                                                                   |
| Jahr | Titel Album                                                                 | DE | AT | CH | UK | US | Anmerkungen                                                                                                   |
| ---- | --------------------------------------------------------------------------- | --- | --- | --- | --- | --- | --- |
| 1973 | Keep Yourself Alive Queen                                                   | — | — | — | — | — | Erstveröffentlichung: 15. Juni 1973 Verkäufe: + 30.000                                                        |
| 1974 | Liar Queen                                                                  | — | — | — | — | — | Erstveröffentlichung: 14. Februar 1974                                                                        |
| 1974 | Seven Seas of Rhye Queen II                                                 | — | — | — | UK10 Silber · (10 Wo.)UK | — | Erstveröffentlichung: 23. Februar 1974 Verkäufe: + 200.000                                                    |
| 1974 | Killer Queen / Flick of the Wrist Sheer Heart Attack                        | DE12 (15 Wo.)DE | AT10 (4 Mt.)AT | — | UK2 ×4Silber + Vierfachplatin (Digital) · (12 Wo.)UK | US12 ×2Doppelplatin · (19 Wo.)US | Erstveröffentlichung: 11. Oktober 1974 Verkäufe: + 5.765.000                                                  |
| 1975 | Now I’m Here Sheer Heart Attack                                             | DE25 (6 Wo.)DE | — | — | UK11 Silber · (7 Wo.)UK | — | Erstveröffentlichung: 17. Januar 1975 Verkäufe: + 200.000                                                     |
| 1975 | Bohemian Rhapsody A Night at the Opera                                      | DE7 ×3Dreifachgold · (30 Wo.)DE | AT8 (31 Wo.)AT | CH4 (79 Wo.)CH | UK1 ×5Platin + Fünffachplatin (Digital) · (50 Wo.)UK | US2 Gold (Physisch) + Diamant · (44 Wo.)US | Erstveröffentlichung: 31. Oktober 1975 Verkäufe: + 12.630.900                                                 |
| 1976 | You’re My Best Friend A Night at the Opera                                  | — | — | — | UK7 Platin · (8 Wo.)UK | US16 Platin · (15 Wo.)US | Erstveröffentlichung: 18. Juni 1976 Verkäufe: + 2.630.000                                                     |
| 1976 | Somebody to Love A Day at the Races                                         | DE21 Gold · (13 Wo.)DE | — | — | UK2 ×2Doppelplatin · (9 Wo.)UK | US13 ×5Fünffachplatin · (15 Wo.)US | Erstveröffentlichung: 12. November 1976 Verkäufe: + 6.690.000                                                 |
| 1977 | Tie Your Mother Down A Day at the Races                                     | — | — | — | UK31 (4 Wo.)UK | US49 (6 Wo.)US | Erstveröffentlichung: 4. März 1977                                                                            |
| 1977 | Teo Torriatte (Let Us Cling Together) A Day at the Races                    | — | — | — | — | — | Erstveröffentlichung: 24. März 1977 nur in Japan veröffentlicht                                               |
| 1977 | Long Away A Day at the Races                                                | — | — | — | — | — | Erstveröffentlichung: 7. Juli 1977 nur in Japan veröffentlicht                                                |
| 1977 | We Are the Champions News of the World                                      | DE13 Platin · (35 Wo.)DE | AT12 (6 Mt.)AT | — | UK2 Platin · (12 Wo.)UK | US4 ×4Platin + Vierfachplatin (Digital) · (41 Wo.)US | Erstveröffentlichung: 7. Oktober 1977 Verkäufe: + 7.665.000                                                   |
| 1977 | We Will Rock You News of the World                                          | DE69 Platin · (11 Wo.)DE | — | CH49 (13 Wo.)CH | UK— ×2DoppelplatinUK | US— ×9NeunfachplatinUS | Erstveröffentlichung: 7. Oktober 1977 Verkäufe: + 12.290.000                                                  |
| 1978 | Spread Your Wings News of the World                                         | DE29 (7 Wo.)DE | — | — | UK34 (4 Wo.)UK | — | Erstveröffentlichung: 10. Februar 1978                                                                        |
| 1978 | It’s Late News of the World                                                 | — | — | — | — | US74 (5 Wo.)US | Erstveröffentlichung: 25. April 1978                                                                          |
| 1978 | Bicycle Race / Fat Bottomed Girls Jazz                                      | DE27 (12 Wo.)DE | AT21 (1 Mt.)AT | — | UK11 Platin (Bicycle Race) · (12 Wo.)UK | US24 ×2Platin (Bicycle Race) + Doppelplatin (Fat Bottomed Girls) · (12 Wo.)US                                                                           | Erstveröffentlichung: 13. Oktober 1978 Verkäufe: + 2.600.000 (Bicycle Race), + 1.140.000 (Fat Bottomed Girls) |
| 1979 | Don’t Stop Me Now Jazz                                                      | DE35 ×3Dreifachgold · (8 Wo.)DE | AT38 (8 Wo.)AT | CH52 (23 Wo.)CH | UK9 ×5Silber + Fünffachplatin · (55 Wo.)UK | US86 ×4Vierfachplatin · (4 Wo.)US | Erstveröffentlichung: 26. Januar 1979 Verkäufe: + 9.672.500                                                   |
| 1979 | Mustapha Jazz                                                               | — | — | — | — | — | Erstveröffentlichung: 12. April 1979                                                                          |
| 1979 | Jealousy Jazz                                                               | — | — | — | — | — | Erstveröffentlichung: 27. April 1979 nur in Japan veröffentlicht                                              |
| 1979 | Love of My Life (Live) Live Killers                                         | — | — | — | UK63 Gold · (2 Wo.)UK | US— GoldUS | Erstveröffentlichung: 29. Juni 1979 Verkäufe: + 1.165.000                                                     |
| 1979 | We Will Rock You (Live) Live Killers                                        | — | — | — | — | — | Erstveröffentlichung: Oktober 1979 nur in Japan veröffentlicht                                                |
| 1979 | Crazy Little Thing Called Love The Game                                     | DE13 (25 Wo.)DE | AT9 (2½ Mt.)AT | CH5 (8 Wo.)CH | UK2 Gold + Platin (Digital) · (14 Wo.)UK | US1 Gold · (22 Wo.)US | Erstveröffentlichung: 5. Oktober 1979 Verkäufe: + 2.700.000                                                   |
| 1980 | Save Me The Game                                                            | DE42 (8 Wo.)DE | — | — | UK11 Silber · (6 Wo.)UK | — | Erstveröffentlichung: 25. Januar 1980 Verkäufe: + 200.000                                                     |
| 1980 | Play the Game The Game                                                      | DE40 (15 Wo.)DE | — | CH8 (6 Wo.)CH | UK14 (8 Wo.)UK | US42 (9 Wo.)US | Erstveröffentlichung: 30. Mai 1980                                                                            |
| 1980 | Another One Bites the Dust The Game                                         | DE6 Platin · (25 Wo.)DE | AT6 (5 Mt.)AT | CH8 (9 Wo.)CH | UK7 ×3Dreifachplatin · (10 Wo.)UK | US1 ×9Platin + Neunfachplatin (Digital) · (31 Wo.)US | Erstveröffentlichung: 12. August 1980 Verkäufe: + 14.460.000                                                  |
| 1980 | Need Your Loving Tonight The Game                                           | — | — | — | — | US44 (11 Wo.)US | Erstveröffentlichung: 3. November 1980                                                                        |
| 1980 | Flash Flash Gordon                                                          | DE3 (28 Wo.)DE | AT1 (2½ Mt.)AT | — | UK10 Silber · (13 Wo.)UK | US42 (10 Wo.)US | Erstveröffentlichung: 24. November 1980 Verkäufe: + 250.000                                                   |
| 1981 | Under Pressure Hot Space                                                    | DE21 (18 Wo.)DE | AT10 (2½ Mt.)AT | CH10 (5 Wo.)CH | UK1 ×3Dreifachplatin · (11 Wo.)UK | US29 ×4Vierfachplatin · (15 Wo.)US | Erstveröffentlichung: 26. Oktober 1981 Verkäufe: + 6.730.000; mit David Bowie                                 |
| 1982 | Body Language Hot Space                                                     | DE27 (13 Wo.)DE | AT11 (1½ Mt.)AT | — | UK25 (6 Wo.)UK | US11 (14 Wo.)US | Erstveröffentlichung: 19. April 1982                                                                          |
| 1982 | Las Palabras de Amor Hot Space                                              | DE68 (4 Wo.)DE | — | CH13 (2 Wo.)CH | UK17 (8 Wo.)UK | — | Erstveröffentlichung: 1. Juni 1982                                                                            |
| 1982 | Calling All Girls Hot Space                                                 | — | — | — | — | US60 (6 Wo.)US | Erstveröffentlichung: 31. Juli 1982                                                                           |
| 1982 | Back Chat Hot Space                                                         | DE69 (3 Wo.)DE | — | — | UK40 (4 Wo.)UK | — | Erstveröffentlichung: 9. August 1982                                                                          |
| 1982 | Staying Power Hot Space                                                     | — | — | — | — | — | Erstveröffentlichung: 23. November 1982 nur in Japan veröffentlicht                                           |
| 1984 | Radio Ga Ga The Works                                                       | DE2 Gold · (18 Wo.)DE | AT2 (2½ Mt.)AT | CH3 (12 Wo.)CH | UK2 ×2Doppelplatin · (11 Wo.)UK | US16 Platin · (13 Wo.)US | Erstveröffentlichung: 23. Januar 1984 Verkäufe: + 2.715.000                                                   |
| 1984 | I Want to Break Free The Works                                              | DE4 Platin · (20 Wo.)DE | AT1 (3½ Mt.)AT | CH2 (16 Wo.)CH | UK3 ×2Doppelplatin · (15 Wo.)UK | US45 Platin · (8 Wo.)US | Erstveröffentlichung: 2. April 1984 Verkäufe: + 3.380.000                                                     |
| 1984 | It’s a Hard Life The Works                                                  | DE26 (10 Wo.)DE | — | — | UK6 (9 Wo.)UK | US72 (4 Wo.)US | Erstveröffentlichung: 16. Juli 1984                                                                           |
| 1984 | Hammer to Fall The Works                                                    | — | — | — | UK13 Gold · (8 Wo.)UK | — | Erstveröffentlichung: 10. September 1984 Verkäufe: + 430.000                                                  |
| 1984 | Thank God It’s Christmas –                                                  | DE8 Platin · (44 Wo.)DE | AT15 (36 Wo.)AT | CH22 (23 Wo.)CH | UK21 Gold · (11 Wo.)UK | — | Erstveröffentlichung: 26. November 1984 Verkäufe: + 1.130.000                                                 |
| 1985 | One Vision A Kind of Magic                                                  | DE26 (10 Wo.)DE | — | CH24 (2 Wo.)CH | UK7 Silber · (11 Wo.)UK | US61 (10 Wo.)US | Erstveröffentlichung: 4. November 1985 Verkäufe: + 200.000                                                    |
| 1986 | Princes of the Universe A Kind of Magic                                     | — | — | — | — | — | Erstveröffentlichung: 12. März 1986                                                                           |
| 1986 | A Kind of Magic                                                             | DE6 (22 Wo.)DE | AT12 (4 Mt.)AT | CH4 (15 Wo.)CH | UK3 Platin · (11 Wo.)UK | US42 (11 Wo.)US | Erstveröffentlichung: 17. März 1986 Verkäufe: + 760.000                                                       |
| 1986 | One Year of Love A Kind of Magic                                            | — | — | — | — | — | Erstveröffentlichung: 5. Juni 1986 nur in Spanien/Frankreich veröffentlicht                                   |
| 1986 | Friends Will Be Friends A Kind of Magic                                     | DE20 (10 Wo.)DE | — | CH19 (5 Wo.)CH | UK14 (12 Wo.)UK | — | Erstveröffentlichung: 9. Juni 1986                                                                            |
| 1986 | Who Wants to Live Forever A Kind of Magic                                   | DE52 (6 Wo.)DE | — | — | UK24 Platin · (8 Wo.)UK | — | Erstveröffentlichung: 15. September 1986 Verkäufe: + 625.000                                                  |
| 1987 | Pain Is So Close to Pleasure A Kind of Magic                                | DE57 (8 Wo.)DE | — | — | — | — | Erstveröffentlichung: Februar 1987                                                                            |
| 1989 | I Want It All The Miracle                                                   | DE9 (17 Wo.)DE | AT11 (3½ Mt.)AT | CH8 (14 Wo.)CH | UK3 Silber · (7 Wo.)UK | US50 Gold · (10 Wo.)US | Erstveröffentlichung: 2. Mai 1989 Verkäufe: + 755.000                                                         |
| 1989 | Breakthru The Miracle                                                       | DE24 (12 Wo.)DE | — | CH28 (4 Wo.)CH | UK7 (8 Wo.)UK | — | Erstveröffentlichung: 19. Juni 1989                                                                           |
| 1989 | The Invisible Man The Miracle                                               | DE31 (12 Wo.)DE | — | CH30 (1 Wo.)CH | UK12 (6 Wo.)UK | — | Erstveröffentlichung: 7. August 1989                                                                          |
| 1989 | Scandal The Miracle                                                         | — | — | — | UK25 (4 Wo.)UK | — | Erstveröffentlichung: 9. Oktober 1989                                                                         |
| 1989 | The Miracle                                                                 | DE78 (4 Wo.)DE | — | — | UK21 (5 Wo.)UK | — | Erstveröffentlichung: 27. November 1989                                                                       |
| 1991 | Innuendo                                                                    | DE5 (16 Wo.)DE | AT12 (10 Wo.)AT | CH3 (12 Wo.)CH | UK1 Silber · (6 Wo.)UK | — | Erstveröffentlichung: 14. Januar 1991 Verkäufe: + 235.000                                                     |
| 1991 | I’m Going Slightly Mad Innuendo                                             | DE42 (10 Wo.)DE | — | — | UK22 (5 Wo.)UK | — | Erstveröffentlichung: 4. März 1991                                                                            |
| 1991 | Headlong Innuendo                                                           | — | — | — | UK14 (4 Wo.)UK | — | Erstveröffentlichung: 13. Mai 1991                                                                            |
| 1991 | The Show Must Go On Innuendo                                                | DE7 (23 Wo.)DE | — | CH11 (11 Wo.)CH | UK16 Platin · (10 Wo.)UK | US— GoldUS | Erstveröffentlichung: 14. Oktober 1991 Verkäufe: + 1.410.000                                                  |
| 1992 | Who Wants to Live Forever / Friends Will Be Friends Greatest Hits II        | — | — | CH36 (2 Wo.)CH | — | — | Erstveröffentlichung: Mai 1992                                                                                |
| 1992 | We Will Rock You / We Are the Champions (Live) Live at Wembley ’86          | — | — | — | — | US52 (14 Wo.)US | Erstveröffentlichung: 25. Juni 1992                                                                           |
| 1993 | Somebody to Love (Live) Five Live                                           | DE21 (15 Wo.)DE | AT15 (9 Wo.)AT | — | — | US30 (9 Wo.)US | Erstveröffentlichung: April 1993 Verkäufe: + 400.000; mit George Michael                                      |
| 1995 | Heaven for Everyone Made in Heaven                                          | DE15 (20 Wo.)DE | AT4 (12 Wo.)AT | CH9 (15 Wo.)CH | UK2 Silber · (16 Wo.)UK | — | Erstveröffentlichung: 23. Oktober 1995 Verkäufe: + 325.000                                                    |
| 1995 | A Winter’s Tale Made in Heaven                                              | DE62 (9 Wo.)DE | AT23 (2 Wo.)AT | CH28 (7 Wo.)CH | UK6 (11 Wo.)UK | — | Erstveröffentlichung: 7. Dezember 1995                                                                        |
| 1995 | I Was Born to Love You Made in Heaven                                       | — | — | — | — | — | Erstveröffentlichung: 1995 Verkäufe: + 580.000; nur in Japan veröffentlicht                                   |
| 1996 | Too Much Love Will Kill You Made in Heaven                                  | — | — | — | UK15 Silber · (7 Wo.)UK | — | Erstveröffentlichung: 26. Februar 1996 Verkäufe: + 200.000                                                    |
| 1996 | You Don’t Fool Me Made in Heaven                                            | DE26 (23 Wo.)DE | AT23 (11 Wo.)AT | CH27 (16 Wo.)CH | UK17 (5 Wo.)UK | — | Erstveröffentlichung: 26. Februar 1996                                                                        |
| 1996 | Let Me Live Made in Heaven                                                  | DE67 (10 Wo.)DE | — | — | UK9 (4 Wo.)UK | — | Erstveröffentlichung: 4. Juli 1996                                                                            |
| 1997 | No-One but You (Only the Good Die Young) / Tie Your Mother Down Queen Rocks | DE75 (6 Wo.)DE | — | — | UK13 (4 Wo.)UK | — | Erstveröffentlichung: 24. November 1997                                                                       |
| 1998 | Another One Bites the Dust Greatest Hits III                                | DE46 (7 Wo.)DE | AT23 (12 Wo.)AT | CH35 (5 Wo.)CH | UK5 (6 Wo.)UK | — | Erstveröffentlichung: 27. Oktober 1998 mit Wyclef Jean feat. Pras & Free                                      |
| 1999 | Under Pressure (Rah Mix) Greatest Hits III                                  | — | — | — | UK14 (9 Wo.)UK | — | Erstveröffentlichung: 6. Dezember 1999 mit David Bowie                                                        |
| 2002 | Flash –                                                                     | DE17 (9 Wo.)DE | AT44 (5 Wo.)AT | — | UK15 (7 Wo.)UK | — | Erstveröffentlichung: Dezember 2002 mit Vanguard                                                              |
| 2005 | Reaching Out / Tie Your Mother Down (Live) –                                | — | — | — | — | — | Erstveröffentlichung: 29. August 2005 mit Paul Rodgers                                                        |
| 2005 | Bohemian Rhapsody (Live) –                                                  | — | — | — | — | — | Erstveröffentlichung: 19. Dezember 2005 mit Paul Rodgers                                                      |
| 2006 | Another One Bites the Dust –                                                | DE88 (1 Wo.)DE | AT72 (1 Wo.)AT | CH78 (10 Wo.)CH | UK31 (5 Wo.)UK | — | Erstveröffentlichung: Dezember 2006 vs. The Miami Project                                                     |
| 2007 | Say It’s Not True The Cosmos Rocks                                          | DE82 (3 Wo.)DE | — | — | UK90 (1 Wo.)UK | — | Erstveröffentlichung: 28. Dezember 2007 mit Paul Rodgers                                                      |
| 2008 | C-lebrity The Cosmos Rocks                                                  | DE67 (2 Wo.)DE | — | — | UK33 (1 Wo.)UK | — | Erstveröffentlichung: 1. September 2008 mit Paul Rodgers                                                      |
| 2009 | Bohemian Rhapsody –                                                         | — | — | — | UK32 (2 Wo.)UK | — | Erstveröffentlichung: 14. Dezember 2009 mit The Muppets                                                       |
| 2012 | We Will Rock You von Lichten –                                              | — | — | — | — | — | Erstveröffentlichung: 30. November 2012 mit Von Lichten                                                       |
| 2014 | Let Me in Your Heart Again (William Orbit Remix) –                          | — | — | — | — | — | Erstveröffentlichung: 3. November 2014                                                                        |
| 2020 | You Are the Champions –                                                     | — | — | — | UK95 (1 Wo.)UK | — | Erstveröffentlichung: 1. Mai 2020 mit Adam Lambert                                                            |
| 2022 | Face It Alone The Miracle (Collector’s Edition)                             | DE— bDE | — | CH26 (2 Wo.)CH | UK90 (1 Wo.)UK | — | Erstveröffentlichung: 13. Oktober 2022                                                                        |

### Als Gastmusiker
| Jahr | Titel Album                 | Höchstplatzierung, Gesamtwochen, AuszeichnungChartplatzierungen (Jahr, Titel, Album, Platzierungen, Wochen, Auszeichnungen, Anmerkungen) | Höchstplatzierung, Gesamtwochen, AuszeichnungChartplatzierungen (Jahr, Titel, Album, Platzierungen, Wochen, Auszeichnungen, Anmerkungen) | Höchstplatzierung, Gesamtwochen, AuszeichnungChartplatzierungen (Jahr, Titel, Album, Platzierungen, Wochen, Auszeichnungen, Anmerkungen) | Höchstplatzierung, Gesamtwochen, AuszeichnungChartplatzierungen (Jahr, Titel, Album, Platzierungen, Wochen, Auszeichnungen, Anmerkungen) | Höchstplatzierung, Gesamtwochen, AuszeichnungChartplatzierungen (Jahr, Titel, Album, Platzierungen, Wochen, Auszeichnungen, Anmerkungen) | Anmerkungen                                                           |
| Jahr | Titel Album                 | DE | AT | CH | UK | US | Anmerkungen                                                           |
| ---- | --------------------------- | --- | --- | --- | --- | --- | --------------------------------------------------------------------- |
| 2000 | We Will Rock You Invincible | DE8 (15 Wo.)DE | AT2 (18 Wo.)AT | CH18 (19 Wo.)CH | UK1 Silber · (15 Wo.)UK | — | Erstveröffentlichung: 31. Juli 2000 Verkäufe: + 270.000; Five + Queen |

## Videoalben und Musikvideos

### Videoalben
| Jahr | Titel                                                                                   | Höchstplatzierung, Gesamtwochen, AuszeichnungChartplatzierungen (Jahr, Titel, Platzierungen, Wochen, Auszeichnungen, Anmerkungen) | Höchstplatzierung, Gesamtwochen, AuszeichnungChartplatzierungen (Jahr, Titel, Platzierungen, Wochen, Auszeichnungen, Anmerkungen) | Höchstplatzierung, Gesamtwochen, AuszeichnungChartplatzierungen (Jahr, Titel, Platzierungen, Wochen, Auszeichnungen, Anmerkungen) | Höchstplatzierung, Gesamtwochen, AuszeichnungChartplatzierungen (Jahr, Titel, Platzierungen, Wochen, Auszeichnungen, Anmerkungen) | Höchstplatzierung, Gesamtwochen, AuszeichnungChartplatzierungen (Jahr, Titel, Platzierungen, Wochen, Auszeichnungen, Anmerkungen) | Anmerkungen                                                                               |
| Jahr | Titel                                                                                   | DE | AT | CH | UK | US | Anmerkungen                                                                               |
| ---- | --------------------------------------------------------------------------------------- | --- | --- | --- | --- | --- | ----------------------------------------------------------------------------------------- |
| 1981 | Greatest Video Hits 1 auch bekannt als: Greatest Flix                                   | DE42 ×3Dreifachgold · (2 Wo.)DE                                                                                                   | — | — | UK1 ×3Dreifachplatin · (133 Wo.)UK                                                                                                | US3 Platin · (64 Wo.)US | Erstveröffentlichung: 2. November 1981 Verkäufe: + 505.000                                |
| 1983 | Live in Japan                                                                           | — | — | — | — | — | Erstveröffentlichung: 1983 Verkäufe: + 8.000; nur in Argentinien und Japan veröffentlicht |
| 1984 | Queen Rock Montreal & Live Aid auch bekannt als: We Will Rock You                       | DE17 Platin · (20 Wo.)DE | AT3 (24 Wo.)AT | CH3 Gold · (28 Wo.)CH | UK2 ×2Doppelplatin · (299 Wo.)UK                                                                                                  | US6 ×3Dreifachplatin · (… Wo.)US                                                                                                  | Erstveröffentlichung: 10. September 1984 Verkäufe: + 545.000                              |
| 1984 | The Works Video EP                                                                      | — | — | — | — | — | Erstveröffentlichung: 1984 Videosingle                                                    |
| 1985 | Live in Rio                                                                             | — | — | — | UK15 Gold · (69 Wo.)UK | — | Erstveröffentlichung: 13. Mai 1985 Verkäufe: + 25.000                                     |
| 1986 | Who Wants to Live Forever                                                               | — | — | — | — | — | Erstveröffentlichung: 1986 Videosingle                                                    |
| 1987 | Live in Budapest                                                                        | — | — | — | UK9 Gold · (78 Wo.)UK | US15 (3 Wo.)US | Erstveröffentlichung: 16. Februar 1987 Verkäufe: + 25.000                                 |
| 1987 | Bohemian Rhapsody                                                                       | — | — | — | — | — | Erstveröffentlichung: 1987 Videosingle                                                    |
| 1987 | The Magic Years                                                                         | — | — | — | — | — | Erstveröffentlichung: 1987                                                                |
| 1989 | Rare Live                                                                               | — | — | — | UK31 (27 Wo.)UK | — | Erstveröffentlichung: 21. August 1989                                                     |
| 1989 | The Miracle Video EP                                                                    | — | — | — | — | — | Erstveröffentlichung: 1989 Videosingle                                                    |
| 1990 | Live at Wembley ’86 auch bekannt als: Live at Wembley Stadium                           | DE55 ×4Vierfachplatin · (1 Wo.)DE                                                                                                 | AT1 Gold · (… Wo.)AT | CH1 (58 Wo.)CH | UK1 ×9Neunfachplatin + Gold · (… Wo.)UK                                                                                           | US1 ×5Fünffachplatin · (152 Wo.)US                                                                                                | Erstveröffentlichung: 3. Dezember 1990 Verkäufe: + 1.702.000                              |
| 1991 | Greatest Video Hits 2 auch bekannt als: Greatest Flix II                                | DE69 Platin · (2 Wo.)DE | AT8 (2 Wo.)AT | — | UK2 ×3Dreifachplatin · (70 Wo.)UK                                                                                                 | — | Erstveröffentlichung: 28. Oktober 1991 Verkäufe: + 273.000                                |
| 1991 | Box of Flix                                                                             | — | — | — | UK28 Gold · (18 Wo.)UK | — | Erstveröffentlichung: 28. Oktober 1991 Verkäufe: + 45.000                                 |
| 1992 | Classic Queen                                                                           | — | — | — | — | US7 (6 Wo.)US | Erstveröffentlichung: 13. Oktober 1992                                                    |
| 1992 | Greatest Hits                                                                           | — | — | — | — | US9 (16 Wo.)US | Erstveröffentlichung: 13. Oktober 1992                                                    |
| 1992 | Freddie Mercury Tribute Concert mit Various Artists                                     | DE49 (2 Wo.)DE | AT1 (17 Wo.)AT | CH1 (9 Wo.)CH | UK1 Platin · (309 Wo.)UK | US10 (4 Wo.)US | Erstveröffentlichung: 23. November 1992 Verkäufe: + 98.000                                |
| 1995 | Champions of the World                                                                  | — | — | — | UK2 Platin · (43 Wo.)UK | US7 (17 Wo.)US | Erstveröffentlichung: 6. November 1995 Verkäufe: + 60.000                                 |
| 1996 | Made in Heaven – The Films                                                              | DE cDE | AT cAT | CH cCH | UK10 Gold · (40 Wo.)UK | — | Erstveröffentlichung: 11. November 1996 Verkäufe: + 25.000                                |
| 1997 | Greatest Karaoke Flix                                                                   | — | — | — | — | — | Erstveröffentlichung: 19. Februar 1997 nur in Japan veröffentlicht                        |
| 1998 | Queen Rocks                                                                             | — | — | — | — | — | Erstveröffentlichung: 16. Dezember 1998                                                   |
| 1999 | Greatest Flix III                                                                       | — | — | — | UK11 Gold · (37 Wo.)UK | — | Erstveröffentlichung: 1999 Verkäufe: + 25.000                                             |
| 2004 | Jewels                                                                                  | — | — | — | — | — | Erstveröffentlichung: 28. April 2004 nur in Japan veröffentlicht                          |
| 2004 | Queen on Fire – Live at the Bowl                                                        | DE d ×5FünffachgoldDE | AT1 Gold · (22 Wo.)AT | CH dCH | UK1 ×3Dreifachplatin · (37 Wo.)UK                                                                                                 | US10 Platin · (… Wo.)US | Erstveröffentlichung: 22. Oktober 2004 Verkäufe: + 544.000                                |
| 2005 | Return of the Champions mit Paul Rodgers                                                | DE d GoldDE | AT2 (5 Wo.)AT | CH dCH | UK1 Platin · (27 Wo.)UK | US13 (3 Wo.)US | Erstveröffentlichung: 18. September 2005 Verkäufe: + 92.500                               |
| 2005 | A Night at the Opera (30th Anniversary Edition)                                         | DE cDE | AT9 (2 Wo.)AT | CH cCH | UK3 (… Wo.)UK | US13 (… Wo.)US | Erstveröffentlichung: 22. November 2005 Verkäufe: + 15.000                                |
| 2006 | Super Live in Japan mit Paul Rodgers                                                    | — | — | — | — | — | Erstveröffentlichung: 2006 nur in Japan veröffentlicht                                    |
| 2009 | Live in Ukraine mit Paul Rodgers                                                        | DE dDE | AT3 (2 Wo.)AT | — | UK2 (15 Wo.)UK | US9 (2 Wo.)US | Erstveröffentlichung: 12. Juni 2009                                                       |
| 2011 | One Vision                                                                              | — | — | — | UK48 (1 Wo.)UK | — | Erstveröffentlichung: 2011                                                                |
| 2011 | Days of Our Lives                                                                       | — | AT5 (3 Wo.)AT | CH5 (14 Wo.)CH | UK10 (42 Wo.)UK | US4 (29 Wo.)US | Erstveröffentlichung: 25. November 2011                                                   |
| 2012 | Hungarian Rhapsody – Live in Budapest                                                   | DE dDE | AT1 (7 Wo.)AT | CH10 (1 Wo.)CH | — | US4 (67 Wo.)US | Erstveröffentlichung: 2. November 2012 Verkäufe: + 12.000                                 |
| 2013 | Live at Wembley Stadium / Queen on Fire: Live at the Bowl / Rock Montreal / Live in Rio | — | — | — | — | US14 (1 Wo.)US | Erstveröffentlichung: 19. November 2013                                                   |
| 2014 | Live at the Rainbow ’74 – Sold Out                                                      | DE dDE | AT2 (5 Wo.)AT | CH1 (10 Wo.)CH | — | US2 (25 Wo.)US | Erstveröffentlichung: 5. September 2014                                                   |
| 2015 | Best Years of Our Lives                                                                 | — | — | — | UK38 (1 Wo.)UK | — | Erstveröffentlichung: 10. Juli 2015                                                       |
| 2015 | A Night at the Odeon – Hammersmith 1975                                                 | DE dDE | AT dAT | CH6 (2 Wo.)CH | UK dUK | US7 (13 Wo.)US | Erstveröffentlichung: 20. November 2015                                                   |
| 2019 | How It All Began                                                                        | — | — | — | UK26 (… Wo.)UK | US13 (… Wo.)US | Erstveröffentlichung: 11. Januar 2019                                                     |
| 2019 | Ballet for Life                                                                         | — | — | CH2 (8 Wo.)CH | UK11 (2 Wo.)UK | US8 (… Wo.)US | Erstveröffentlichung: 6. September 2019 mit Maurice Béjart                                |

grau schraffiert: keine Chartdaten aus diesem Jahr verfügbar

### Musikvideos
| Jahr | Titel                                             | Regie                                                 |
| ---- | ------------------------------------------------- | ----------------------------------------------------- |
| 1973 | Keep Yourself Alive                               | Bruce Gowers (Version I); Mike Mansfield (Version II) |
| 1973 | Liar                                              | Bruce Gowers (Version I); Mike Mansfield (Version II) |
| 1974 | Seven Seas of Rhye                                |                                                       |
| 1974 | Killer Queen                                      | Robin Nash                                            |
| 1974 | Now I’m Here                                      | Bruce Gowers                                          |
| 1975 | Bohemian Rhapsody                                 | Bruce Gowers                                          |
| 1976 | You’re My Best Friend                             | Bruce Gowers                                          |
| 1976 | Somebody to Love                                  | Bruce Gowers                                          |
| 1977 | Tie Your Mother Down                              | Bruce Gowers                                          |
| 1977 | Good Old-Fashioned Lover Boy                      | Rudi Dolezal, Hannes Rossacher                        |
| 1977 | We Are the Champions                              | Derek Burbridge                                       |
| 1977 | We Will Rock You                                  | Rock Flicks                                           |
| 1978 | Spread Your Wings                                 | Rock Flicks                                           |
| 1978 | Bicycle Race                                      | Denis de Vallance                                     |
| 1978 | Fat Bottomed Girls                                | Denis de Vallance                                     |
| 1979 | Don’t Stop Me Now                                 | J. Kliebenstein                                       |
| 1979 | Crazy Little Thing Called Love                    | Denis de Vallance                                     |
| 1979 | Save Me                                           | Keith MacMillan                                       |
| 1980 | Play the Game                                     | Brian Grant                                           |
| 1980 | Another One Bites the Dust                        | Daniella Green                                        |
| 1980 | Flash                                             | Don Norman                                            |
| 1981 | Under Pressure                                    | David Mallet                                          |
| 1982 | Body Language                                     | Mike Hodges                                           |
| 1982 | Las palabras de amor (The Words of Love)          |                                                       |
| 1982 | Calling All Girls                                 | Brian Grant                                           |
| 1982 | Back Chat                                         | Brian Grant                                           |
| 1983 | Radio Ga Ga                                       | David Mallet                                          |
| 1984 | I Want to Break Free                              | David Mallet                                          |
| 1984 | It’s a Hard Life                                  | Tim Pope                                              |
| 1984 | Hammer to Fall                                    | David Mallet                                          |
| 1985 | One Vision (2 Versionen)                          | Rudi Dolezal, Hannes Rossacher                        |
| 1986 | A Kind of Magic                                   | Russell Mulcahy                                       |
| 1986 | Princes of the Universe                           | Russell Mulcahy                                       |
| 1986 | Friends Will Be Friends                           | Rudi Dolezal, Hannes Rossacher                        |
| 1986 | Who Wants to Live Forever                         | David Mallet                                          |
| 1989 | I Want It All                                     | David Mallet                                          |
| 1989 | Breakthru                                         | Rudi Dolezal, Hannes Rossacher                        |
| 1989 | The Invisible Man                                 | Rudi Dolezal, Hannes Rossacher                        |
| 1989 | Scandal                                           | Rudi Dolezal, Hannes Rossacher                        |
| 1989 | The Miracle                                       | Rudi Dolezal, Hannes Rossacher                        |
| 1990 | Innuendo                                          | Rudi Dolezal, Hannes Rossacher                        |
| 1991 | I’m Going Slightly Mad                            | Rudi Dolezal, Hannes Rossacher                        |
| 1991 | Headlong                                          | Rudi Dolezal, Hannes Rossacher                        |
| 1991 | The Show Must Go On                               | Rudi Dolezal, Hannes Rossacher                        |
| 1991 | These Are the Days of Our Lives                   | Rudi Dolezal, Hannes Rossacher                        |
| 1992 | Somebody to Love (Live)                           | David Mallet                                          |
| 1995 | Heaven for Everyone                               | David Mallet                                          |
| 1995 | A Winter’s Tale                                   | Rudi Dolezal, Hannes Rossacher                        |
| 1995 | I Was Born to Love You (Made in Heaven version)   | Richard Heslop                                        |
| 1996 | Too Much Love Will Kill You                       | Rudi Dolezal, Hannes Rossacher                        |
| 1996 | Let Me Live                                       | Bernard Rudden                                        |
| 1996 | You Don’t Fool Me                                 | Mark Szaszy                                           |
| 1996 | Mother Love                                       | Jim Gillespie                                         |
| 1996 | My Life Has Been Saved                            | Nichola Bruce                                         |
| 1997 | No-One but You (Only the Good Die Young)          | Rudi Dolezal, Hannes Rossacher                        |
| 1998 | Another One Bites the Dust (Small Soldiers Remix) | Michel Gondry                                         |
| 1999 | Under Pressure (Rah Mix)                          | Rudi Dolezal, Hannes Rossacher                        |
| 2014 | Let Me in Your Heart Again (William Orbit Mix)    |                                                       |
| 2022 | Face It Alone                                     |                                                       |

## Boxsets
| Jahr | Titel Musiklabel                                                    | Höchstplatzierung, Gesamtwochen, AuszeichnungChartplatzierungen (Jahr, Titel, Musiklabel, Platzierungen, Wochen, Auszeichnungen, Anmerkungen) | Höchstplatzierung, Gesamtwochen, AuszeichnungChartplatzierungen (Jahr, Titel, Musiklabel, Platzierungen, Wochen, Auszeichnungen, Anmerkungen) | Höchstplatzierung, Gesamtwochen, AuszeichnungChartplatzierungen (Jahr, Titel, Musiklabel, Platzierungen, Wochen, Auszeichnungen, Anmerkungen) | Höchstplatzierung, Gesamtwochen, AuszeichnungChartplatzierungen (Jahr, Titel, Musiklabel, Platzierungen, Wochen, Auszeichnungen, Anmerkungen) | Höchstplatzierung, Gesamtwochen, AuszeichnungChartplatzierungen (Jahr, Titel, Musiklabel, Platzierungen, Wochen, Auszeichnungen, Anmerkungen) | Anmerkungen                                                   |
| Jahr | Titel Musiklabel                                                    | DE | AT | CH | UK | US | Anmerkungen                                                   |
| ---- | ------------------------------------------------------------------- | --- | --- | --- | --- | --- | ------------------------------------------------------------- |
| 1985 | The Complete Works EMI Music (EMI)                                  | — | — | — | — | — | Erstveröffentlichung: 1985                                    |
| 1988 | The 3"CD-Singles Parlophone (EMI)                                   | — | — | — | — | — | Erstveröffentlichung: 1988                                    |
| 1992 | Box of Tricks Parlophone (EMI)                                      | — | — | — | — | — | Erstveröffentlichung: 26. Mai 1992                            |
| 1994 | Greatest Hits I & II Parlophone (EMI)                               | DE28 Gold · (23 Wo.)DE | AT30 (4 Wo.)AT | CH— GoldCH | UK— GoldUK | US— PlatinUS | Erstveröffentlichung: 28. Oktober 1994 Verkäufe: + 1.210.000  |
| 1995 | Ultimate Queen Parlophone (EMI)                                     | — | — | — | — | — | Erstveröffentlichung: 13. November 1995                       |
| 1998 | The Crown Jewels Hollywood Records (EMI)                            | — | — | — | — | — | Erstveröffentlichung: 24. November 1998                       |
| 2000 | The Platinum Collection: Greatest Hits I, II & III Parlophone (EMI) | DE5 Platin · (261 Wo.)DE | AT3 (137 Wo.)AT | CH2 Gold · (239 Wo.)CH | UK2 ×8Achtfachplatin · (… Wo.)UK | US6 ×5Platin (2005) + Fünffachplatin (2021) · (150 Wo.)US                                                                                     | Erstveröffentlichung: 10. November 2000 Verkäufe: + 6.370.958 |
| 2008 | Queen Singles Collection 1 Parlophone (EMI)                         | — | — | — | — | — | Erstveröffentlichung: 17. November 2008                       |
| 2009 | Queen Singles Collection 2 Parlophone (EMI)                         | — | — | — | UK— SilberUK | — | Erstveröffentlichung: 15. Juni 2009 Verkäufe: + 60.000        |
| 2010 | Queen Singles Collection 3 Parlophone (EMI)                         | — | — | — | — | — | Erstveröffentlichung: 31. Mai 2010                            |
| 2010 | Queen Singles Collection 4 Parlophone (EMI)                         | — | — | — | — | — | Erstveröffentlichung: 18. Oktober 2010                        |
| 2011 | 40 Island Records (UMG)                                             | — | — | — | — | — | Erstveröffentlichung: 14. März 2011                           |
| 2015 | Queen: The Studio Collection Virgin EMI (UMG)                       | DE69 (2 Wo.)DE | — | — | — | — | Erstveröffentlichung: 25. September 2015                      |
| 2016 | On Air Virgin EMI (UMG)                                             | DE28 (1 Wo.)DE | AT60 (1 Wo.)AT | CH84 (1 Wo.)CH | UK25 (1 Wo.)UK | — | Erstveröffentlichung: 4. November 2016                        |

## Promoveröffentlichungen
Promo-Singles
- 1977: Good Old-Fashioned Lover Boy (Verkäufe: + 200.000, UK: Silber)
- 1991: I Can’t Live with You
- 1991: These Are the Days of Our Lives (Verkäufe: + 400.000)
- 1992: Stone Cold Crazy
- 2004: I’m in Love with My Car
- 2008: We Believe (mit Paul Rodgers)

## Sonderveröffentlichungen
Gastbeiträge
- 1991: We Will Rock You / We Are the Champions (Hollywood Basic pres. Queen)
- 2001: We Are the Champions (Robbie Williams & Queen)
- 2020: Who Wants to Live Forever (Live) (Helene Fischer, Queen & Adam Lambert)

## Statistik

### Chartauswertung
Die folgende Aufstellung beinhaltet eine Übersicht über die Charterfolge von Queen in den Album-, Single- und Musik-DVD-Charts. In Deutschland besteht die Besonderheit, dass Videoalben sich ebenfalls in den Albumcharts platzieren, in den weiteren Ländern stammen die Chartausgaben aus eigenständigen Musik-DVD-Charts.
|                     | DE       | AT     | CH     | UK     | US     |
| ------------------- | -------- | ------ | ------ | ------ | ------ |
| Nummer-eins-Alben   | DE4DE    | AT6AT  | CH4CH  | UK11UK | US1US  |
| Top-10-Alben        | DE27DE   | AT23AT | CH15CH | UK29UK | US9US  |
| Alben in den Charts | DE42 eDE | AT35AT | CH27CH | UK37UK | US29US |

|                       | DE     | AT     | CH     | UK     | US     |
| --------------------- | ------ | ------ | ------ | ------ | ------ |
| Nummer-eins-Singles   | DE—DE  | AT2AT  | CH—CH  | UK4UK  | US2US  |
| Top-10-Singles        | DE10DE | AT10AT | CH11CH | UK24UK | US4US  |
| Singles in den Charts | DE46DE | AT24AT | CH27CH | UK56UK | US25US |

|                          | DE     | AT     | CH    | UK     | US     |
| ------------------------ | ------ | ------ | ----- | ------ | ------ |
| Nummer-eins-Videoalben   | DE eDE | AT4AT  | CH3CH | UK5UK  | US1US  |
| Top-10-Videoalben        | DE eDE | AT11AT | CH7CH | UK13UK | US14US |
| Videoalben in den Charts | DE eDE | AT11AT | CH7CH | UK20UK | US19US |

### Auszeichnungen für Musikverkäufe
| Land/RegionAuszeichnungen für Musikverkäufe (Land/Region, Auszeichnungen, Verkäufe, Quellen) | Silber       | Gold         | Platin         | Diamant     | Verkäufe     | Quellen |
| -------------------------------------------------------------------------------------------- | ------------ | ------------ | -------------- | ----------- | ------------ | --- |
| Argentinien (CAPIF)                                                                          | —            | 3× Gold3     | 15× Platin15   | Diamant1    | 1.250.000    | capif.org.ar (Memento vom 6. Juli 2011 im Internet Archive) AR2 (Memento vom 31. Mai 2011 im Internet Archive) |
| Australien (ARIA)                                                                            | —            | 5× Gold5     | 70× Platin70   | —           | 3.932.500    | aria.com.au |
| Belgien (BRMA)                                                                               | —            | 7× Gold7     | 2× Platin2     | —           | 260.000      | ultratop.be |
| Brasilien (PMB)                                                                              | —            | 11× Gold11   | 12× Platin12   | —           | 1.670.000    | pro-musicabr.org.br                                                                                            |
| Dänemark (IFPI)                                                                              | —            | 7× Gold7     | 21× Platin21   | —           | 1.785.000    | ifpi.dk |
| Deutschland (BVMI)                                                                           | —            | 20× Gold20   | 34× Platin34   | —           | 16.975.000   | musikindustrie.de                                                                                              |
| Europa (IFPI)                                                                                | —            | Gold1        | 21× Platin21   | —           | (21.500.000) | ifpi.org (Memento vom 15. Oktober 2013 im Internet Archive)                                                    |
| Finnland (IFPI)                                                                              | —            | 4× Gold4     | 4× Platin4     | —           | 372.322      | ifpi.fi |
| Frankreich (SNEP)                                                                            | 3× Silber3   | 15× Gold15   | 21× Platin21   | 2× Diamant2 | 5.488.400    | infodisc.fr snepmusique.com                                                                                    |
| Griechenland (IFPI)                                                                          | —            | Gold1        | Platin1        | —           | 30.000       | Einzelnachweise                                                                                                |
| Hongkong (IFPI/HKRIA)                                                                        | —            | Gold1        | Platin1        | —           | 30.000       | ifpihk.org |
| Irland (IRMA)                                                                                | —            | —            | Platin1        | —           | 15.000       | irishcharts.ie                                                                                                 |
| Italien (FIMI)                                                                               | —            | 13× Gold13   | 45× Platin45   | —           | 4.043.500    | fimi.it |
| Japan (RIAJ)                                                                                 | —            | 11× Gold11   | 7× Platin7     | Diamant1    | 3.650.000    | riaj.or.jp JP2 JP3                                                                                             |
| Kanada (MC)                                                                                  | —            | 2× Gold2     | 30× Platin30   | —           | 2.481.000    | musiccanada.com                                                                                                |
| Mexiko (AMPROFON)                                                                            | —            | 5× Gold5     | 3× Platin3     | —           | 560.000      | amprofon.com.mx                                                                                                |
| Neuseeland (RMNZ)                                                                            | —            | 4× Gold4     | 97× Platin97   | —           | 2.167.500    | aotearoamusiccharts.co.nz NZ2 (Memento vom 12. August 2011 im Internet Archive) NZ3 NZ4                        |
| Niederlande (NVPI)                                                                           | —            | 4× Gold4     | 21× Platin21   | —           | 2.340.000    | nvpi.nl |
| Norwegen (IFPI)                                                                              | —            | —            | 3× Platin3     | —           | 140.000      | ifpi.no (Memento vom 5. November 2012 im Internet Archive)                                                     |
| Österreich (IFPI)                                                                            | —            | 13× Gold13   | 14× Platin14   | —           | 940.000      | ifpi.at |
| Philippinen (PARI)                                                                           | —            | Gold1        | —              | —           | 50.000       | Einzelnachweise                                                                                                |
| Polen (ZPAV)                                                                                 | —            | 8× Gold8     | 34× Platin34   | Diamant1    | 1.225.000    | olis.pl |
| Portugal (AFP)                                                                               | —            | 4× Gold4     | 28× Platin28   | —           | 352.500      | Einzelnachweise                                                                                                |
| Russland (NFPF)                                                                              | —            | Gold1        | —              | —           | 10.000       | 2m-online.ru                                                                                                   |
| Schweden (IFPI)                                                                              | —            | 3× Gold3     | Platin1        | —           | 240.000      | sverigetopplistan.se                                                                                           |
| Schweiz (IFPI)                                                                               | —            | 8× Gold8     | 22× Platin22   | —           | 1.323.000    | hitparade.ch                                                                                                   |
| Singapur (RIAS)                                                                              | —            | Gold1        | —              | —           | 7.500        | Einzelnachweise                                                                                                |
| Spanien (Promusicae)                                                                         | —            | 13× Gold13   | 41× Platin41   | —           | 3.450.000    | elportaldemusica.es ES2 ES3 ES4 ES5                                                                            |
| Südafrika (RISA)                                                                             | —            | —            | Platin1        | —           | 50.000       | Einzelnachweise                                                                                                |
| Südkorea (KMCA)                                                                              | —            | —            | Platin1        | —           | 30.000       | Einzelnachweise                                                                                                |
| Tschechien (IFPI)                                                                            | —            | —            | 2× Platin2     | —           | 100.000      | Einzelnachweise                                                                                                |
| Ungarn (MAHASZ)                                                                              | —            | Gold1        | Platin1        | —           | 8.000        | slagerlistak.hu                                                                                                |
| Vereinigte Staaten (RIAA)                                                                    | —            | 13× Gold13   | 98× Platin98   | Diamant1    | 94.945.000   | riaa.com |
| Vereinigtes Königreich (BPI)                                                                 | 17× Silber17 | 25× Gold25   | 122× Platin122 | —           | 49.470.000   | bpi.co.uk |
| Insgesamt                                                                                    | 20× Silber20 | 205× Gold205 | 774× Platin774 | 6× Diamant6 |              | |